# Tale (Iran)
Tale (persisch طالع, DMG Ṭāleʿ) ist ein Ort im Dehestan Rastupey in Iran, im Zentraldistrikt des Schahrestan Savādkuh der iranischen Provinz Mazandaran. Zum Zensus im Jahr 2006 umfasste Bevölkerung 111 Personen in 31 Familien.